# Gladiolus triphyllus
Gladiolus triphyllus ist eine Pflanzenart aus der Gattung der Gladiolen (Gladiolus) in der Familie der Schwertliliengewächse (Iridaceae). Sie ist endemisch auf Zypern.

## Merkmale
Der Dreiblättrige Gladiole ist eine aufrechte, ausdauernde krautige Pflanze, 15–30 cm hoch, kahl und glauk, mit einer eiförmigen Sprossknolle. Die Blätter sind meist 3 oder 4, wechselständig, einfach, ganzrandig, linealisch; die beiden unteren Blätter messen 10–30 × 0,3–0,5 cm, das obere ist stark reduziert. Die Blüten stehen in einer Ähre, sind zygomorph (zweiseitig symmetrisch) mit einem Perianth (Blütenhülle) aus sechs petaloiden Teilen, 2,5–3 cm lang, blass- bis dunkelrosafarben. Sie verströmen ihren Duft nur am Nachmittag. Die Hochblätter sind 1,5–3 cm lang. Die Blütezeit reicht von März bis Mai. Die Frucht ist eine Kapsel.

## Verbreitung und Lebensraum
Gladiolus triphyllus ist endemisch auf Zypern und lokal häufig, insbesondere in Akamas (Smyies, Fontana, Amoroza, Karavopetres, Erimites usw.), Tripylos, Dodheka Anemi (Paphos-Wald), Stavrovouni, Akrotiri, Pentadaktylos und Gialousa.
Die Art besiedelt Lichtungen in Wäldern und anderen bewaldeten Gebieten, wie Macchie und Garrigue, insbesondere in felsigem Gelände. Sie kommt in Höhenlagen bis zu 1225 m vor.

## Schutzstatus
Gladiolus triphyllus ist auf der Roten Liste gefährdeter Arten als nicht gefährdet (Least Concern) eingestuft. Sie ist auf der ganzen Insel weit verbreitet und derzeit keinen bedeutenden Bedrohungen ausgesetzt. Sie kommt in mehreren Schutzgebieten vor, darunter die Akamas-Halbinsel, Troodos und die Akrotiri-Halbinsel.